# Dorian Babunski
Dorian Babunski (Szkopje, 1996. augusztus 29. –) macedón válogatott labdarúgó, a Nyíregyháza Spartacus játékosa.

## Pályafutása

### Klubcsapatokban
Babunski a Real Madrid akadémiáján nevelkedett, a 2014-15-ös szezonban pályára lépett az UEFA Ifjúsági Ligában. A 2015-16-os szezonban a spanyol harmadosztályú Fuenlabrada játékosa volt, majd Szlovéniába szerződött, ahol előbb az Olimpija Ljubljana és a Radomlje csapataiban futballozott. 2017 és 2020 között ötvenhat bajnoki mérkőzésen lépett pályára a japán másod- és harmadosztályban. 2021 és 2022 között a bolgár élvonalbeli Botev Vraca labdarúgója volt. 2022 januárjától 2023 nyaráig a DVSC játékosa volt.

### A válogatottban
Többszörös korosztályos válogatott. A macedón felnőtt válogatottban 2022 és 2023 között összesen 7 alkalommal lépett pályára, gólt nem szerzett.

## Statisztika

### A válogatottban
| Észak-Macedónia | Észak-Macedónia | Észak-Macedónia |
| Év              | Mérk.           | Gólok           |
| --------------- | --------------- | --------------- |
| 2022            | 5               | 0               |
| 2023            | 2               | 0               |
| Összesen        | 7               | 0               |

## Magánélete
Testvére, David szintén labdarúgó. Édesapja, Boban jugoszláv és macedón válogatott labdarúgó és edző.